# اویهنگ
اویهنگ، روستایی از توابع بخش کلاترزان شهرستان سنندج در استان کردستان ایران است.
مردم این روستا در شهرستان دماوند در استان تهران جمعیت قابل توجهی را تشکیل می دهند.

## جمعیت
این روستا در دهستان ژاورود غربی قرار دارد و براساس سرشماری مرکز آمار ایران در سال ۱۳۹۵، جمعیت آن ۱٬۳۷۲ نفر (۴۳۲خانوار) بوده‌است.